# Castelluccio Superiore
Castelluccio Superiore község (comune) Olaszország Basilicata régiójában, Potenza megyében.

## Fekvése
A Pollino masszívum területén fekszik. Határai: Castelluccio Inferiore, Laino Borgo, Latronico és Lauria.

## Története
A település 1813-ban vált el Castelluccio Inferiorétól. Az ókori, oszkok által épített Tebe Lucana romjain épült fel a középkor során. Egyes történészek szerint a Titus Livius által említett, de mára teljesen elpusztult Nerulum városát tartják elődjének.

## Népessége
A népesség számának alakulása:

## Főbb látnivalói
- Santa Margherita-templom (17-18. század)
- Madonna del Loreto-templom (1522)
- Madonna del Carmine-templom (18-19. század)
- Sant’Antonio Abate-kápolna (9. század)